# Krčkovice
Krčkovice je vesnice, část obce Hrubá Skála v okrese Semily. Nachází se asi 2,5 kilometru jihozápadně od Hrubé Skály.
Krčkovice leží v katastrálním území Hrubá Skála o výměře 11,76 km².

## Historie
První písemná zmínka o vesnici pochází z roku 1543.

## Pamětihodnosti
- Usedlost čp. 14 (kulturní památka)
- Přírodní rezervace Podtrosecká údolí

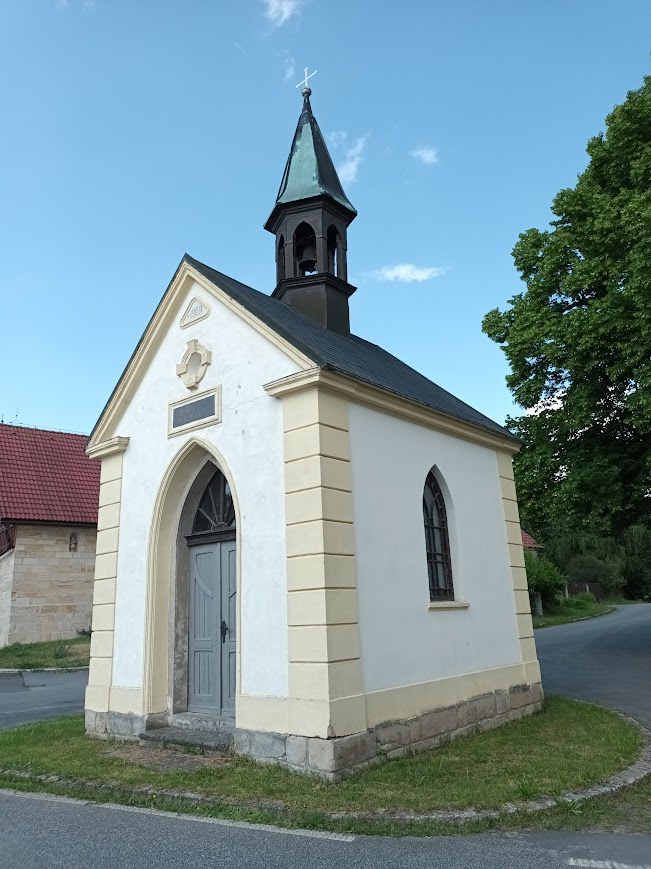
Kaplička v Krčkovicích

- Kaplička na návsi